# Agrès de loisirs
Pour les articles homonymes, voir Agrès.
Les agrès de loisirs se trouvent généralement dans les terrains de jeux ou intégrés au sein d'un portique de jeu sur les jardins privés ou publics. Sauf s'il s'agit d'un parc de loisirs, ces agrès visent les enfants. 

## Description
Parmi eux, on peut citer :
- toboggan ;
- balançoire ;
- tourniquet ;
- portique de jeu ;
- trampoline ;
- pont de singe (voir article cage à poules) ;
- cage à poules, en barres de métal ou en structure de cordes ;
- jeu d'escalade ;
- mur d'escalade ;
- poutre ;
- tornade ;
- tape-cul.